# 20559 Sheridanlamp
20559 Sheridanlamp è un asteroide della fascia principale. Scoperto nel 1999, presenta un'orbita caratterizzata da un semiasse maggiore pari a 2,5890636 UA e da un'eccentricità di 0,1922004, inclinata di 7,39695° rispetto all'eclittica.